# Trachyt

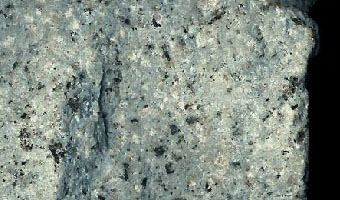
Trachyt

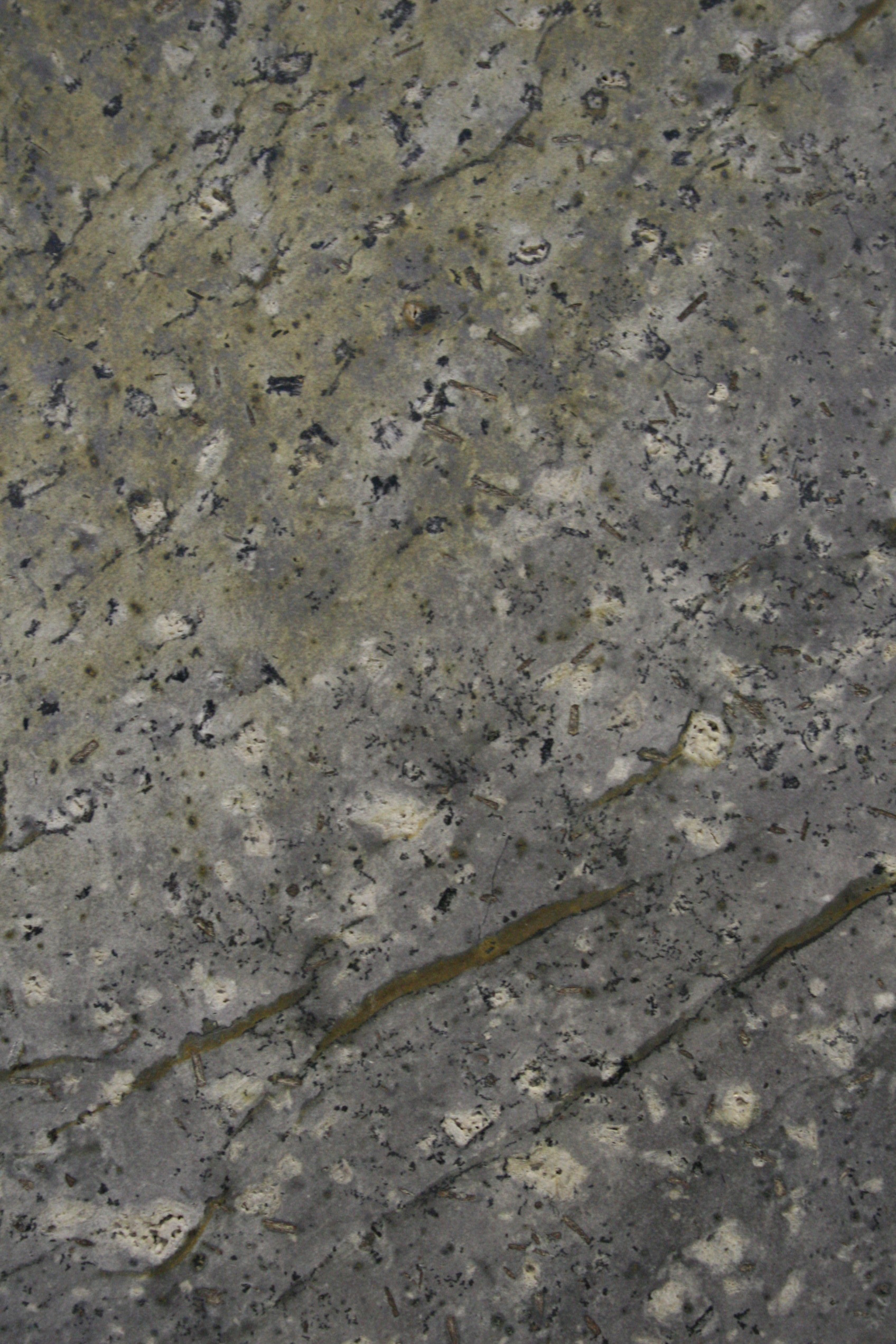
Selters-Trachyt aus Selters (Westerwald)

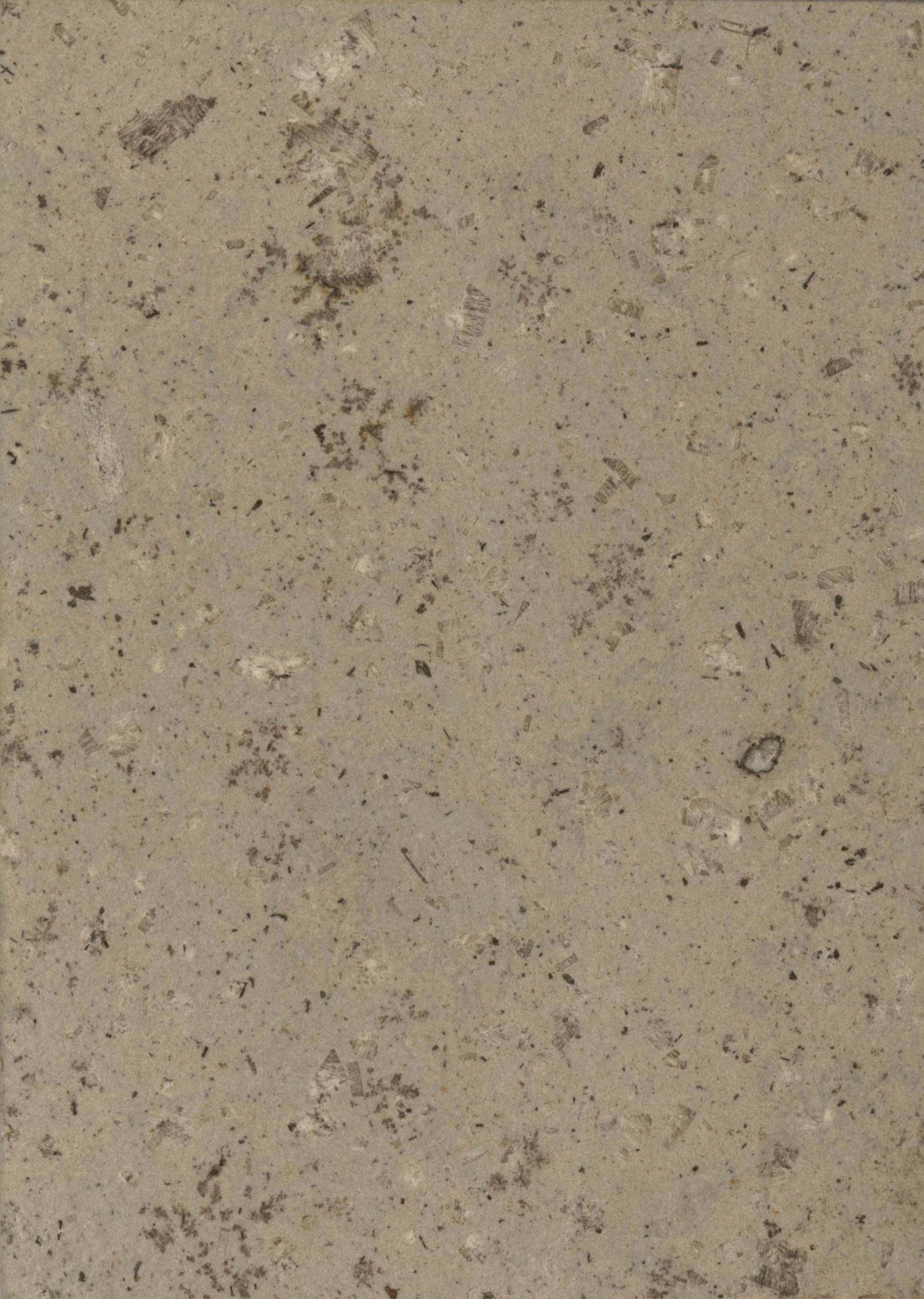
Algersdorf-Trachyt aus der Lagerstätte bei Valkeřice (Tschechien)

Trachyt im Streckeisendiagramm

Trachyt, abgeleitet vom griechischen Wort τραχύς trachys mit der Bedeutung „rau“, ist ein vulkanisches Gestein. Er wurde zum ersten Mal vom französischen Mineralogen Alexandre Brongniart im Jahr 1813 beschrieben und benannt.

## Etymologie und Geschichte
Als Typlokalität dienten Alexandre Brongniart für seine Beschreibung Vulkanite aus der Auvergne. Bei der Abkühlung von Trachyten bildet die entweichende Gasphase winzige, unregelmäßige Hohlräume, die dem Gestein im frischen Bruch dann ein recht raues, zackiges Äußeres verleihen – daher erklärt sich auch Brongniarts Wortschöpfung.
Andere Bezeichnungen für Trachyt, wie z. B. Orthophyr, Orthoporphyr und Orthoklasporphyr, sind veraltet und sollten nicht mehr verwendet werden.

## Chemische Zusammensetzung
Chemisch ist Trachyt mit dem Tiefengestein Syenit identisch und stellt dessen an der Erdoberfläche erstarrtes Äquivalent dar. Im QAPF-Klassifikationsdiagramm nach Streckeisen liegt Trachyt in Feld 7. Ist jedoch seine modale Zusammensetzung nicht erkennbar, wird er chemisch durch das TAS-Feld T definiert. Sein SiO2-Gehalt schwankt zwischen 57,6 und 69 Gewichtsprozent und ist geringer als der von Rhyolith. Die Alkalioxide Na2O und K2O betragen mehr als 7 Gewichtsprozent und sind damit höher als im Dacit.

## Mineralogischer Aufbau
Trachyt besteht hauptsächlich aus Alkalifeldspat (Sanidin und Orthoklas) und natriumreichem Plagioklas, wobei ersterer überwiegt. Beträgt der Anteil von Alkalifeldspat gegenüber Plagioklas über 90 Volumenprozent, spricht man von einem Alkalifeldspattrachyt (Feld 6 im Streckeisendiagramm). Weiterhin können bis zu 20 % Quarz (Quarztrachyt beziehungsweise Quarz-Alkalifeldspattrachyt) oder bis zu 10 % Minerale der Foidgruppe (Foid-führender Trachyt beziehungsweise Foid-führender Alkalifeldspattrachyt) hinzukommen. Untergeordnet auftretende mafische Bestandteile sind Klinopyroxen, Hornblende, Biotit, Fayalit und andere. Aufgrund des Mineralbestandes ergibt sich eine helle bis hellgraue Gesteinsfarbe. Frisch angeschlagen können sie auch mittel- bis dunkelgrau sein. Häufig ist porphyrisches Gefüge mit Einsprenglingen der genannten Minerale in einer glasigen oder feinkörnigen Feldspat-Grundmasse zu beobachten. In dieser kommen noch Erz, Apatit sowie gelegentlich Biotit und Titanit vor. Manche Ausprägungen dieser Art werden als Rhombenporphyr bezeichnet und sind als Bestandteil skandinavischer Geschiebe bekannt.
Trachyt kann aber auch in Form von Obsidian oder als pyroklastisches Gestein (z. B. Bimsstein) auftreten.

## Vorkommen
Trachyt ist ein verbreitetes Gestein in zahlreichen Vulkangebieten weltweit. In Deutschland sind insbesondere die Vorkommen im Westerwald und im Siebengebirge zu nennen. Im hessischen Vogelsberg wurde in der Nähe des Hoherodskopfes, eines 14 Millionen Jahre alten Vulkanschlots aus Basalt, bei einer Bohrung in über 200 Meter Tiefe eine aus Trachyt bestehende Intrusion identifiziert. Oberflächlich ist er dort allerdings kaum verbreitet und tritt im Wesentlichen nur an zwei Stellen (an der Flösser Schneise östlich des Hoherodskopfes und am Häuserhof bei Nidda) auf.
Bereits in römischer Zeit wurde der Trachyt vom Drachenfels abgebaut, im Mittelalter war der Drachenfels-Trachyt der wichtigste Baustein für statisch beanspruchte Bauteile ab dem Siebengebirge rheinabwärts. Im frühen 13. Jahrhundert begann man mit dem Abbau des Trachytes in Wölferlingen für Kloster Marienstatt. Später kamen Abbaue in Selters (Westerwald) (seit etwa 1770) und in Weidenhahn (1848) hinzu. Weitere Abbauorte liegen in Reimerath bei Mayen in der Eifel. Über die Flüsse wurde der Stein ins Rheinland und bis in die Niederlande verschifft. Die romanischen Kirchen zu Köln wurden, da sich der Drachenfelser Bruch im 18. Jahrhundert erschöpft hatte, in der Regel mit Selterser Trachyt nach dem Zweiten Weltkrieg wieder aufgebaut. Dies betraf Bauteile mit tragender Funktion, die Wände wurden wie bei den zerstörten mittelalterlichen Kirchen mit Tuffstein, zumeist Weiberner Tuff aufgemauert.
Trachyt wurde auch in Südhessen gewonnen, so an der Sporneiche zwischen Eppertshausen und Messel, am Hohen Berg in Heusenstamm und vermutlich auch im benachbarten Gravenbruch, dessen Namen vom „grauen Bruch“, also Trachyt, herrührt.
In Europa gibt es relativ wenig Abbauorte: In Italien wird – so weit außerhalb der geschützten Zone des Naturparks – in den Euganeischen Hügeln bei Padua und in Bosa auf Sardinien, in Norwegen bei Modum in der Nähe von Oslo und in Tschechien bei Heřmanov (Hermannsdorf) bei Karlovy Vary und in Frankreich in der Auvergne Trachyt abgebaut. Weitere Vorkommen befinden sich bei Cripple Creek im US-Bundesstaat Colorado und auf der Insel Teneriffa.
Trachyt wird für Kirchenausstattungen, Fassaden, Böden und im Gartenbereich eingesetzt. Er ist frostbeständig und beschränkt polierfähig.

## Natursteinsorten

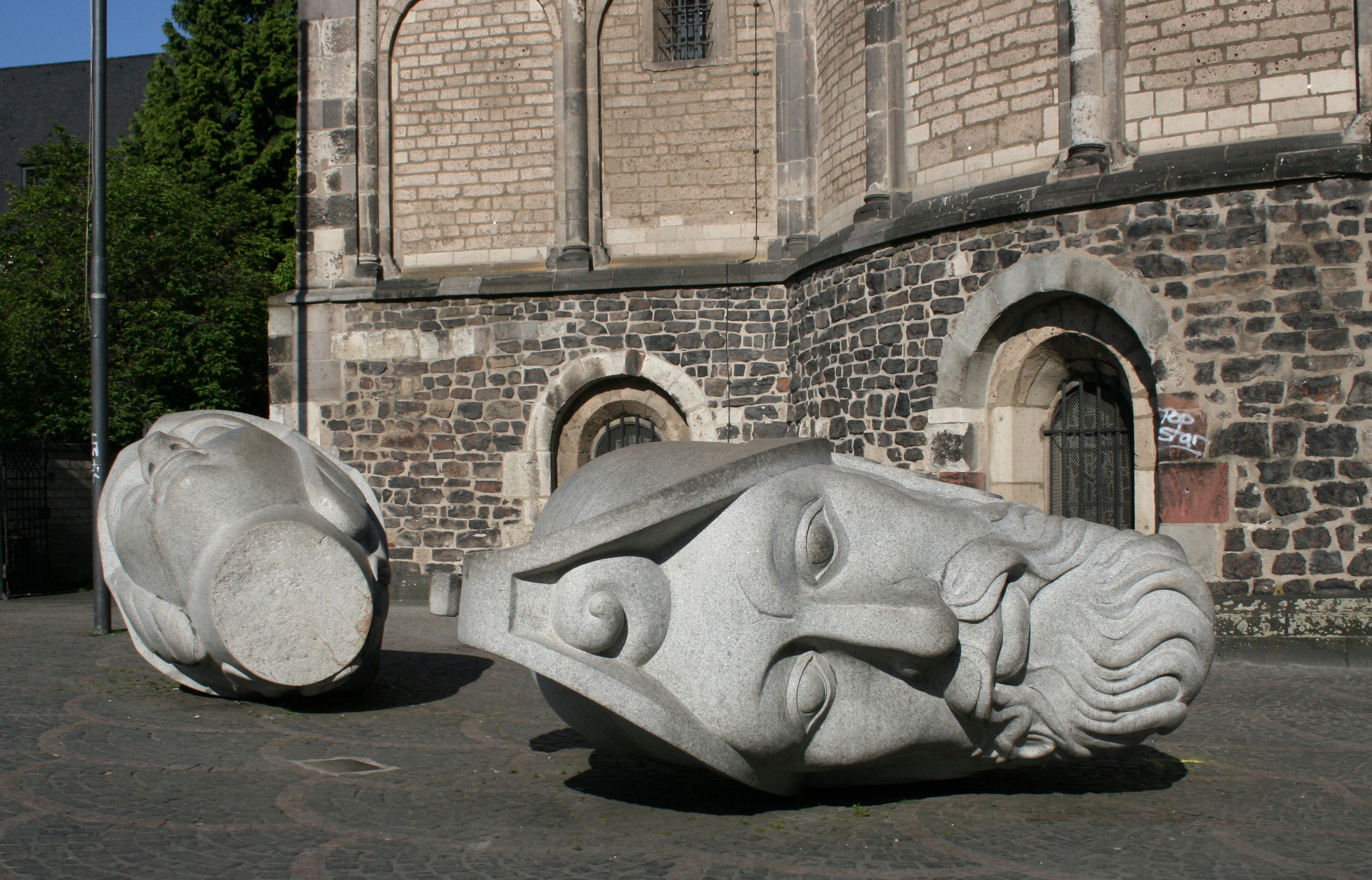
Trachyt für die Ausmauerung der Rundbögen des Bonner Münsters. Im Vordergrund die Büsten der beiden Bonner Märtyrer Cassius und Florentius

- Trachyt Weidenhahn (Weidenhahn in Rheinland-Pfalz)
- Selters-Trachyt (Selters (Westerwald))
- Teplá (Heřmanovský trachyt) (Tschechien)
- Algersdorf (Valkeřický trachyt) (Tschechien)
- Trachite dei Colli Euganei (Padua, Italien)